# Моя солодка брехня (телесеріал)
«Моя солодка брехня» («Моя мила брехня»; тур. «Benim Tatlı Yalanım») — турецький телевізійний серіал 2019 року виробництва компанії O3 Medya для телеканалу Star TV (первісна назва — «В очікуванні моєї мами»). В головних ролях — Фуркан Палали, Асли́ Бекіролу́ та Лаві́нія Унлює́р. Це — сімейна романтична комедія про те, як важко бути люблячим батьком, і історія (як це часто буває) про низку непорозумінь, що проводять людей від майже ненависті до великого кохання.
Серіал було знято за десять місяців 2019 року, починаючи від кастингу в березні. З червня по грудень було відзнято 28 серій (1 сезон). Прем’єрний показ відбувся 13 червня 2019 року на телеканалі Star TV, завершився показ 28 грудня 2019 року (день мовлення: 1—14 епізоди — четвер, 15—28 епізоди — субота).
«Моя солодка брехня» привернула велику увагу за кордоном, вона з великим успіхом демонструється в 26 країнах світу. 
За виконання ролі Нежата Їлмаза актор Фуркан Палали отримав декілька нагород як найкращий актор року.

## Сюжет
Романтичну комедію «Моя солодка брехня» було знято режисером Баришем Ерчетином (4 епізоди — Джиханом Вуралом) за сценарієм Мурата Ташкента і Деніз Дарґи (загалом над сценарієм працювала команда з семи чоловік). 
Основна сюжетна лінія серіала — це життя маленької сім'ї, що складається з одинокого батька і його маленької доньки.  
Головний герой — Нежа́т Їлма́з, якого, з немовлям на руках, з невідомих йому причин, покинула дружина Айлін. Він живе в Стамбулі, і самотужки виховує чудову донечку Кайру, став для неї і батьком і матір'ю, дуже любить її, всіляко пестить і вберігає від усього поганого. Однак йому так і не вдалося розповісти дитині всю правду про зникнення мами, він приховує цей факт від усіх і щосили намагається підтримати історію про те, що мама тільки но виїхала, але одного разу повернеться в день народження доньки. Щоб Кайра не сумувала через вчинок матері, не почувала себе кинутою, безпорадний Нежат починає з начебто милої й невинної брехні — розповідає історію про гарну маму, яка обов'язково повернеться. Немов би вона працює в Африці з важливою гуманітарною місією, допомагає знедоленим діткам, аж ніяк не може ані приїхати, ані навіть надіслати фотографію. Щоб підтримати цю брехню, Нежат від імені Айлін багато років надсилає Кайрі листи й листівки. В одному з листів він необережно від імені матері пообіцяв приїхати, і тепер загнаний в глухий кут — Кайра дуже хоче побачити маму і впевнена, що вона стримає свою обіцянку і обов'язково повернеться до Стамбулу на шостий день народження доньки. Дівчинка настільки повірила в вигадану Нежатом історію, так наполягає на зустрічі з матір'ю, що практично поставила батька перед вибором — він мусить або розповісти всю правду, або знайти мати. Нежат робить все можливе, щоб відвернути дитину від думок про матір і навіть намагається зв'язатися з колишньою дружиною, але марно. 
Тим часом, в тому самому місті, живе молода дівчина Суна́ Доа́н. Вона залишилася без мами зовсім маленькою і мріє в пам'ять про неї відкрити кондитерську із молочними десертами за маминим рецептом. Суна живе з батьком та старшими сестрою і братом. Вся сім'я Суни працюює у власній старомодній кав'ярні. На жаль, надії дівчини відкрити заклад наближаються до краху — їхню сімейну кав'ярню можуть відібрати через борги її брата, якщо сім'я не знайде 200 тисяч лір. 
Випадково шляхи Суни і Нежата перетинаються. Чоловік шукає місце для зйомок рекламного ролика своєї компанії з виробництва окулярів і натикається на кав'ярню сім'ї Доанів. Але, не розуміючи його намірів, Суна впевнена, що він спекулянт нерухомістю і хоче за безцінь купити їхній сімейний заклад, і досить безцеремонно випроваджує Нежата, вважаючи його шахраєм.  
Трохи пізніше Суна дізнається, що сталося непорозуміння, Нежат дійсно хотів лише використати кав'ярню як місце для зйомок реклами. Звісно, дівчина сподівається, що сума, яку сім'я отримає за рекламні зйомки, хоч якось допоможе вирішити фінансові проблеми. Суна кається, і, щоб вибачитися, пече торт для Нежата та вистежує його спочатку в компанії, а потім, не втрачаючи часу, за домашньою адресою. Зустрівшись із Нежатом, який перебуває в безвихідному становищі, оточений своєю брехнею, Суна опиняється в епіцентрі подій, які виходять з-під контролю. Вона щиро вибачається і отримує схвалення Нежата на фотосесію, однак випадково падає в басейн. У неї немає вибору, окрім як почекати, поки висохне її одяг. Ця послідовність подій веде Суну й Нежата по дорозі, звідки немає повернення — на ранок маленька Кайра випадково бачить Суну і відразу ж приходить до неминучого невірного висновку — вирішує, що це і є її мама Айлін. Все ще не в силах змусити себе розчарувати свою дочку, яка виглядає неймовірно щасливою в день свого народження, Нежат інстинктивно відповідає, що так, Суна — її мама. І від цього брехня тільки посилюється. Нежат і Суна змушені проти своєї волі підтримати гру і діяти, немов би є подружньою парою. 
Випадкова зустріч змінює життя всіх трьох — і Нежата, і Кайри, і Суни. І поступово історія невинної брехні, розпочатої, щоб зробити щасливою маленьку дівчинку, призводить до складних стосунків, а потім перетворюється в історію теплого і відданого кохання.

## Персонажі

### Головні герої
- Нежа́т Їлма́з (Фуркан Палали) — дизайнер і партнер компанії «Kayra Glasses», що виробляє сонячні окуляри. Він розумний, відповідальний, чесний, харизматичний, і успішний бізнесмен. Колись він одружився з Айлін, коханням свого життя, але через деякий час після народження дитини вона без пояснень покинула сім'ю. Нежатові доводиться самостійно виховувати доньку Кайру, і вона — найважливіше в його житті, його головний пріоритет. Незважаючи на те, що Нежат приваблює багатьох жінок, у його серці є місце лише для Кайри. Щоб підтримати 
ілюзію і щастя маленької дівчинки, він з перших днів почав говорити неправду про її матір, і опиняється в глухому куті, коли Кайра дорослішає. Стає неминучим питання знайти матір Кайри, яка в її очах завдяки брехні Нежата предстає яскравою героїнею. В той самий час, коли Нежат намагається вирішити, що йому робити, він отримує несподіваний життєвий сюрприз і знаходить поруч із собою Суну.
- Суна́ Доа́н (Асли Бекіролу) — наймолодша представниця родини Доанів, весела, самодостатня, бойова, вперта і красива молода дівчина. Вона вивчала в університеті туризм та готельний менеджмент, але працює офіціанткою в барі готелю в Стамбулі. Найбільша мрія Суни — відновити роботу пудингової кондитерської, щоб зберегти пам’ять про мати, яку вона втратила в дитинстві. Щойно вона збирається здійснити свою мрію, раптовий візит судових приставів до кав'ярні її батька Шевкета руйнує всі плани. В намаганні вирішити сімейні проблеми, Суна волею долі опиняється перед Нежатом. І хоча вона ненавидить брехню, буде втягнута до неї, шукаючи разом з Нежатом засіб, як вийти з кута, в який їх загнало життя. А шлюбна гра, в яку їм доводиться грати, з часом перетвориться на велику любов.
- Ка́йра Їлма́з (Лавінія Унлюєр) — дівчинка 6 років. Вона живе зі своїм найбільшим героєм — батьком Нежатом та помічником батька Хайрі і вчиться в коледжі ERA[18]. Кайра неслухняна, невгамовна, допитлива, емоційна дитина, у своєму житті має лише одну тугу за матір’ю. Кайра звикла отримувати від батька все, що хоче, вона вважає, що їй доводиться залишатися з батьком, тому що її мама допомагає нужденним дітям в Африці. Дівчинка з нетерпінням чекає на день, коли мати приїде на шостий день народження, так само, як було обіцяно у материних листах — але вона не знає, що всі листи написав її батько.

### Другорядні герої
- Шевке́т Доа́н (Ахме́т Сарачолу́) — батько Суни. Він не тільки батько своїх трьох дітей, Суни, Саніє та Рафета, але й «батько» всієї околиці. Це співчутлива, чесна, усміхнена людина. В нього є життєва справа — він багато років варить каву, він милосердний і справедливий. Відданий батько, який завжди скеровує своїх дітей, щоб вони були чесні, бо сам найбільше в житті ненавидить брехню. Своїм дітям він повністю довіряє. Однак, у Шевкета є дуже важлива таємниця, яку він приховує навіть від своїх дітей, і коли ця таємниця розкриється, буде знищений реальний світ Суни.
- Саніє́ Доа́н (Асли́ Іна́ндик) — старша сестра Суни. Жвава, весела, відверта, чуйна дівчина. На відміну від Суни, вона не могла вступити до університету і пожертвувала особистим життям заради своїх брата і сестри, щоб, після втрати матері, підтримати батька. Саніє та, хто піклується про будинок та кав'ярню, виконує всю бухгалтерську роботу. Якось, коли їй було нудно в кав'ярні, вона трохи більше часу провела в інтернеті, виявила в себе новий хист і навіть стала явищем у соціальних мережах. Вона є лідером думок, пише на своїй сторінці, за якою слідкують десятки тисяч послідовників, про придане, рецепти, шлюб та стосунки.
- Рафе́т Доа́н (Саді Джеліль Дженґіз) — старший брат Суни та Саніє, лінивий та ненадійний підприємець. Намагаючись швидко заробити, він часто втрачає все, що у нього в руках. Завдяки такому підприємницькому ставленню він ніколи не виходить з негараздів. Навіть, незважаючи на те, що йому вдається справити враження через солодкі промови та багатослівність, через деякий час з нього обов’язково виходить клоун.
- Ха́йрі Хічдурма́з (Джем Зейне́ль Кили́ч) — помічник, що живе разом з Нежатом і Кайрою, він займається всіма справами Нежата, весь будинок на ньому, його велика пристрасть — кулінарія. Хайрі веселий, дієвий, винахідливий і поважний. Кайра — його милий «головний біль». Дружба Нежата і Хайрі сягає глибокої давнини, він — єдина людина, яка володіє найбільшим секретом Нежата і знає матір Кайри Айлін.
- Ханде́ Еймен́ (Ґонджа Сариїлди́з) — красива, амбітна, контрольована і холодна жінка, така, що привертає увагу в кожному оточенні, але, в той же час, підступна. Вона єдина жінка, яка завжди з Нежатом, бо є одним із партнерів «Kayra Glasses». Ханде упереджена людина, якщо вона когось не любить, то її ніхто не зможе переконати в зворотному, навіть якщо дістане зірку з неба. Незважаючи на те, що з Нежатом вони дуже близькі друзі, Ханде насправді хоче більшого, ніж дружби. Вона хоче завжди знати, що відбувається навколо неї, особливо в житті Нежата. Знаючи, що Нежат не має місця у своєму житті ні для кого, крім своєї дочки, Ханде намагається повільно проникнути в його життя і змусити Кайру полюбити її. Вона упевнена, що одного разу обов’язково отримає Нежата.
- Серка́н Демір (Алі Йоуртджуолу́) — найкращий друг Нежата і його партнер, директор з реклами в «Kayra Glasses». Він щирий, веселий, бабій, трохи розслаблений, але з дитячою душею. Серкан із заможної родини, все його життя минуло без труднощів. В нього було багато жінок, хоча вже багато років він потай закоханий в Ханде. Але після того, як вона відмовила йому, Серкан вважає, що любов не для нього. Все зміниться, коли в його життя увійде Бурджу.
- Бурджу́ Ере́н (Седа́ Тюркме́н) — найкраща подруга і довірена особа Суни. Бурджу і Суна виросли разом, граючи в одному районі, вони ходили до однієї школи і навіть почали працювати в одному й тому ж місці. Вони більше схожі на сестер, ніж на друзів. Бурджу — тепла, мрійлива, весела, наївна, непостійна дівчина. Коли шлях Суни перетинається з Нежатом Їлмазом, це також впливає на Бурджу та змінює і її життя.
- Беррін / Первін (Ґонджаґю́ль Суна́р) — мати Суни, Саніє та Рафета, колишня дружина Шевкета.
- Айлін (Еґє́ Кьокенлі) — мати Кайри, перше кохання з коледжу і перша дружина Нежата.
- Толґа́ (А́ксель Бонфіль) — племінник Енісе, морський офіцер. Також друг дитинства і дитяче кохання Суни.
- Енісе́ (Фейза́ Иши́к) — подруга дитинства Шевкета та Первін, тітка Толґи.

## Створення

### Передісторія
Ідея створення серіалу належить телеканалу Star Tv — як спроба випередити своїх конкурентів, випустивши на екрани влітку 2019 року літній серіал відразу після закінчення довготривалого серіалу «Наречена зі Стамбула». Підготовка до виробництва почалася навесні 2019, виробничою компанією була обрана компанія O3 Medya, виконавчий продюсер — Шевке́т Памір, продюсери — Яаму́р Долку́н та Ону́р Ґювената́м. Була отримана згода від режисера та сценаристів, та в середині березня були підписані контракти з виконавцями головних ролей. Серіал на початку мав назву «В очікуванні моєї мами» (тур. Annemi Beklerken), до того ж на роль Кайри була обрана інша юна актриса. 
Сценарій для кінопроєкту створювався Муратом Ташкентом (15 епізодів) і Деніз Дарґи (над драматургією і діалогами працювала команда сценаристів з чотирьох чоловік, із Дженком Боатуром (26 епізодів) та Джемом Ґьорґечем (24 епізоди) включно), сюжетну лінію прописали Пина́р Орду́ Арсла́н та Мелє́к Орду́ в співавторстві з Кюбро́ю Сюлю́н (28 епізодів). Розвиток подій, що задають тон всій подальшій розповіді, нагадує фабулу мексиканського серіалу 2013 року «Інструкції не додаються» (ісп. No se Aceptan Devoluciones). Однак автори надихалися однойменною книгою автора Зекерія Ефілолу.  
На початку квітня 2019 року назву серіалу було змінено на «Моя солодка брехня» («Моя мила брехня»). Вже в середині квітня на роль доньки Нежата Кайри була запрошена Лавінія Унлюєр. Тоді ж було оголошено, що Пинар Орду, яку було оголошено сценаристом, залишається працювати над сюжетом, а сценаристами, які адаптують сюжет та працюватимуть над діалогами, будуть Деніз Дарґи і Мурат Ташкент. 
Знімальний процес нового серіалу почався на початку травня 2019. 23 травня глядачам був представлений перший тизер. Офіційно зйомки були завершені 22 грудня 2019 року.

### Музика в серіалі
Саундтреком до серіалу «Моя солодка брехня» стали пісні «Солодка брехня» (тур. Tatlı Yalanlar) та «Не знаю, з ким я» (тур. Bilmem Kimleyim), спеціально для проєкту написані композиторами Джемом Тунджером і Ерджюментом Оркутом. Для виконання були запрошені співачка Улькю́ Айбала́ Суна́т та Дерха́н Арабаджи́ — вокаліст турецького поп-гурту TiLT. 
Сюжетним супроводом у серіалі також прозвучали пісні «Чекає людина» (тур. Bekler Insan) — Улькю Айбала Сунат, «Давай, сподіваймося» (тур. Hadi İnşallah) — Ніль Кара́ібрахімґі́ль, «Чи ти забув мене?» (тур. Unuttun mu Beni?) — відома у виконанні зірки турецької поп-музики Сезен Аксу, легендарна пісня 1974 року Оздеміра Ердоа́на «Відчини двері, заходь» (тур. Aç Kapıyı Gir İçeri), «Під зірками» (тур. Yıldızların Altında) — популярна вже більше восьмидесяти років пісня на вірші турецького поета Оме́ра Бедреттіна Ушакли́.
23 треки, написані Джемом Тунджером і Ерджюментом Оркутом до фільму, були випущені окремим альбомом (офіційний реліз 6 листопада 2019). 
Напередодні виходу останньої серії, 26 грудня 2019, на знак прощання зі спільною роботою, виконавці головних ролей Асли Бекіролу та Фуркан Палали разом з тріо «Такси́м» взяли участь у спеціальному концерті для YouTube каналу «Kral Müzik» з піснею «Я тебе люблю» (тур. Ben Seni Sevduğumi).

### Художні засоби
Серіал багатий на різноманітні художні засоби, використані як в сюжетному ході, так і в відображенні характерів персонажів, їх взаємодії.
Як майже в кожному багатосерійному фільмі, в серіалі використовується кліфгенгер — коли сюжетна інтрига лишається незавершеною і глядачі з нетерпінням чекають наступної серії, щоб дізнатися, чим же закінчиться той чи їнший випадок. Вжито також декілька флешбеків, щоб розповісти про минулі події, які спонукали головного героя до сформування лінії поведінки і проблем з довірою.
«Моя солодка брехня» — багатошаровий фільм, із прописаною складною психологією, в ньому розповідається «історія в історії», є багато паралельних ліній сюжету, почасти віддзеркалених:
- історія одиноких батьків Шевкета і Нежата, що були спалені тим самим болем і борються за одне й те саме: за благополуччя своїх дітей; тільки Шевкет вибрав легкий шлях, «убив» матір своїх дітей у власному серці і в їхньому житті, а Нежат «залишив двері відкритими» і зберіг надію доньки (хоча робити когось тимчасово щасливим за допомогою брехні, це не що інше, як відстрочити печаль)
- історія зниклих матерів Первін і Айлін — Первін на відміну від Айлін зникла не за своїм бажанням, і врешті-решт вона могла бути поганою дружиною, але ніколи не була егоїсткою і поганою матір'ю
- історія покинутих доньок Суни і Кайри — Суна ототожнює Кайру з собою; незважаючи на те, що їхня доля зростати без матері однакова, Суна намагається зробити так, щоб Кайра не пережила таку, як в неї, самотність, «відсутність дитинства»; Кайра — дитина, але й Суна, хоча і є старшою, також, бо в неї серце дитини

«Історія в історії» це також історії стосунків в парах (окрім пари головних героїв) — Серкана і Бурджу, Хайрі та Саніє, Шевкета і Первін. 
В серіалі є і своя «рушниця Чехова» — це алергія на арахіс у Кайри, що двічі відіграє ключову роль у ході сюжету.
Та один з найгарніших прийомів, використаних в «Моїй солодкій брехні» — це «дзеркальне» освідчення в коханні за допомогою співу або декламації віршів — в 6-му епізоді Суна співає Нежату свою так звану «закохану» пісню, а в 10-му епізоді Нежат читає Суні 18-й сонет Шекспіра.
| Sonnet 18 by William Shakespeare(англ.) Shall I compare thee to a summer's day? Thou art more lovely and more temperate: Rough winds do shake the darling buds of May, And summer's lease hath all too short a date; Sometime too hot the eye of heaven shines, And often is his gold complexion dimmed; And every fair from fair sometime declines, By chance or nature's changing course untrimmed: But thy eternal summer shall not fade, Nor lose possession of that fair thou ow'st, Nor shall Death brag thou wand'rest in his shade, When in eternal lines to time thou grow'st. So long as men can breathe or eyes can see, So long lives this, and this gives life to thee. |

| Sone 18 William Shakespeare Türkçe Çeviri: Talat Sait Halman(тур.) Seni bir yaz gününe benzetmek mi, ne gezer? Çok daha güzelsin sen, çok daha cana yakın… Taze tomurcukları sert rüzgârlar örseler, Kısacıktır süresi yeryüzünde bir yazın. Işıldar göğün özü, yakacak kadar sıcak, ve sık sık kararı da yaldız düşer yüzünden. Her güzel, güzellikten er geç yoksun kalacak. Kader ya da varlığın bozulması yüzünden, Ama hiç solmayacak sendeki ölümsüz yaz. Güzelliğin yitmez ki asla olmaz ki hurda. Gölgesindesin diye ecel caka satamaz. Sen çağları aşarken bu ölmez satırlarda, İnsanlar nefes alsın, gözler görsün elverir, Yaşadıkça şiirim, sana da hayat verir… |

| Сонет 18 Вільям Шекспір переклад: Дмитро Паламарчук Рівнять тебе до літньої пори? Ти сталіший, чарівніший від неї. Весняний цвіт зірвуть лихі вітри, І літа мить мигне лиш над землею. Небесне око розсипа жарінь, А то сховається в часи негоди, — І на красу, бува, лягає тінь В мінливості примхливої природи. Твоєму ж літу в осінь не ввійти, Рокам краси твоєї не зітерти, І смерть тебе не годна досягти, — В моїх словах ти не підвладний смерті. Аж доки дишуть люди, бачить зір — В моїх словах ти житимеш, повір! |

### Невдачі серіалу
Існує декілька причин, які вплинули на вдачу серіалу «Моя солодка брехня». Одна з них є традиційною для телебачення Туреччини, де «життя» телепроєкту залежить від складної системи рейтингів. Другою причиною суб'єктивно вважається вибуття зі складу сценаристів Мурата Ташкента. Але найбільшою складністю, що повністю змінила долю серіалу, є травма, яку отримала виконавиця головної ролі, і з якою вона була вимушена грати до кінця знімального періоду.
В останніх епізодах серіалу глядачі побачили на милицях персонажа Суну у виконанні Асли Бекіролу і навіть вирішили, що це якийсь сценарний хід. Але спочатку ніяких сцен із Суною на милицях в сценарії не було.
Справа в тому, що у Асли Бекіролу з дитинства була проблема з правим коліном і їй зробили заплановану операцію. Але під час операції виникло ускладнення в області меніска — зачепили нервові закінчення, і Асли Бекіролу на кілька тижнів втратила можливість брати участь в рухомих сценах. Вона була змушена пересуватися виключно на милицях, і, звичайно, сценарій серіалу терміново був переписаний, щоб за можливості уникати динамічних сцен з Суною.
З 10 жовтня 2019 до кінця знімального процесу (22 грудня) акторка по 12 годин на день працювала з сильно травмованою ногою, із торбою ліків, на милицях або в колісному кріслі.

## Список епізодів
| Список епізодів телесеріалу «Моя солодка брехня» («Моя мила брехня») | Список епізодів телесеріалу «Моя солодка брехня» («Моя мила брехня») | Список епізодів телесеріалу «Моя солодка брехня» («Моя мила брехня») | Список епізодів телесеріалу «Моя солодка брехня» («Моя мила брехня») | Список епізодів телесеріалу «Моя солодка брехня» («Моя мила брехня») | Список епізодів телесеріалу «Моя солодка брехня» («Моя мила брехня») |
| Сезон                                                                | Епізод                                                               | Дата виходу в ефір                                                   | Хештег епізоду                                                       | Хештег епізоду українською                                           | день мовлення                                                        |
| -------------------------------------------------------------------- | -------------------------------------------------------------------- | -------------------------------------------------------------------- | -------------------------------------------------------------------- | -------------------------------------------------------------------- | -------------------------------------------------------------------- |
| 1                                                                    | 1 серія                                                              | 13 червня 2019                                                       |                                                                      |                                                                      | четвер                                                               |
| 1                                                                    | 2 серія                                                              | 20 червня 2019                                                       |                                                                      |                                                                      | четвер                                                               |
| 1                                                                    | 3 серія                                                              | 27 червня 2019                                                       |                                                                      |                                                                      | четвер                                                               |
| 1                                                                    | 4 серія                                                              | 4 липня 2019                                                         |                                                                      |                                                                      | четвер                                                               |
| 1                                                                    | 5 серія                                                              | 11 липня 2019                                                        |                                                                      |                                                                      | четвер                                                               |
| 1                                                                    | 6 серія                                                              | 18 липня 2019                                                        |                                                                      |                                                                      | четвер                                                               |
| 1                                                                    | 7 серія                                                              | 25 липня 2019                                                        |                                                                      |                                                                      | четвер                                                               |
| 1                                                                    | 8 серія                                                              | 1 серпня 2019                                                        | #benimdileğim                                                        | моє бажання                                                          | четвер                                                               |
| 1                                                                    | 9 серія                                                              | 8 серпня 2019                                                        | #aşkmektubu                                                          | любовний лист                                                        | четвер                                                               |
| 1                                                                    | 10 серія                                                             | 22 серпня 2019                                                       | #şiirgibi                                                            | немов поема                                                          | четвер                                                               |
| 1                                                                    | 11 серія                                                             | 29 серпня 2019                                                       | #aşkınanahtarı                                                       | ключ кохання                                                         | четвер                                                               |
| 1                                                                    | 12 серія                                                             | 5 вересня 2019                                                       | #aşıksınız                                                           | ви закохались                                                        | четвер                                                               |
| 1                                                                    | 13 серія                                                             | 12 вересня 2019                                                      | #geçmişinizleri                                                      | сліди минулого                                                       | четвер                                                               |
| 1                                                                    | 14 серія                                                             | 19 вересня 2019                                                      | #hiçgitmesen                                                         | якщо ти ніколи не підеш                                              | четвер                                                               |
| 1                                                                    | 15 серія                                                             | 28 вересня 2019                                                      | #yıllarsonra                                                         | через роки                                                           | субота                                                               |
| 1                                                                    | 16 серія                                                             | 5 жовтня 2019                                                        | #hepyanımdakal                                                       | завжди залишайся зі мною                                             | субота                                                               |
| 1                                                                    | 17 серія                                                             | 12 жовтня 2019                                                       | #sadeceüçümüz                                                        | тільки ми втрьох                                                     | субота                                                               |
| 1                                                                    | 18 серія                                                             | 19 жовтня 2019                                                       | #bizimailemiz                                                        | наша родина                                                          | субота                                                               |
| 1                                                                    | 19 серія                                                             | 26 жовтня 2019                                                       | #hepgülümse                                                          | завжди посміхайся                                                    | субота                                                               |
| 1                                                                    | 20 серія                                                             | 2 листопада 2019                                                     | #onsuzyaşayamam                                                      | я не можу без неї жити                                               | субота                                                               |
| 1                                                                    | 21 серія                                                             | 9 листопада 2019                                                     | #buvedadeğil                                                         | це не прощання                                                       | субота                                                               |
| 1                                                                    | 22 серія                                                             | 16 листопада 2019                                                    | #geçmişinhesabı                                                      | рахунки твого минулого                                               | субота                                                               |
| 1                                                                    | 23 серія                                                             | 23 листопада 2019                                                    | #sensizgünler                                                        | дні без тебе                                                         | субота                                                               |
| 1                                                                    | 24 серія                                                             | 30 листопада 2019                                                    | #aşkiçin                                                             | заради кохання                                                       | субота                                                               |
| 1                                                                    | 25 серія                                                             | 7 грудня 2019                                                        | #mutluolacağız                                                       | ми будемо щасливі                                                    | субота                                                               |
| 1                                                                    | 26 серія                                                             | 14 грудня 2019                                                       | #kızımistiyorum                                                      | я хочу свою дочку                                                    | субота                                                               |
| 1                                                                    | 27 серія                                                             | 21 грудня 2019                                                       | #güzelailem                                                          | моя прекрасна сім'я                                                  | субота                                                               |
| 1                                                                    | 28 серія                                                             | 28 грудня 2019                                                       | #benimtatlıfinalim                                                   | мій солодкий фінал                                                   | субота                                                               |

## Нагороди та номінації
| Роки              | Премія                                                                                        | Категорія                                | Номінант / лауреат                                       | Результат |
| ----------------- | --------------------------------------------------------------------------------------------- | ---------------------------------------- | -------------------------------------------------------- | --------- |
| 18 листопада 2019 | 3-я премія Турецько-Азербайджанського братства 3. Türkiye Azerbaycan Kardeşlik Ödülleri(тур.) | Найкращий актор романтичної комедії      | Фуркан Палали Furkan Palalı(тур.) — Benim Tatlı Yalanım  | перемога  |
| 11 грудня 2019    | Успіх Туреччини Türkiye Başarı Ödülleri(тур.)                                                 | Найкращий актор року                     | Фуркан Палали Furkan Palalı(тур.) — Benim Tatlı Yalanım  | перемога  |
| 21 квітня 2020    | Марка Туреччини Türkiye Marka Ödülleri(тур.)                                                  | Найкращий актор романтичної комедії року | Фуркан Палали Furkan Palalı(тур.) — Benim Tatlı Yalanım  | перемога  |
| 5 липня 2020      | 46. Премія «Золотий метелик» Pantene 2020 46. Pantene Altın Kelebek Ödülleri(тур.)            | Найкращий романтично-комедійний серіал   | «Моя солодка брехня» Benim Tatlı Yalanım(тур.)           | номінація |
| 5 липня 2020      | 46. Премія «Золотий метелик» Pantene 2020 46. Pantene Altın Kelebek Ödülleri(тур.)            | Найкращий актор романтичної комедії      | Фуркан Палали Furkan Palalı(тур.) — Benim Tatlı Yalanım  | номінація |
| 5 липня 2020      | 46. Премія «Золотий метелик» Pantene 2020 46. Pantene Altın Kelebek Ödülleri(тур.)            | Найкраща актриса романтичної комедії     | Асли Бекіролу Aslı Bekiroğlu(тур.) — Benim Tatlı Yalanım | номінація |

## Популярність та визнання
«Моя солодка брехня» — зворушлива драма, що зачіпає одну з найбільш універсальних тем, батьківство, протягом усього літа 2019 року транслювалась в Туреччині з вищими рейтингами, за кількістю послідовників в соціальних мережах вона зайняла 8-е місце серед найпопулярніших в 2019 році. 
Серіал знайшов прихильників не тільки в країні виробництва, а й широко за межами, бо історія, яку він розповідає, абсолютно інтернаціональна і відгукується в серцях людей по всьому світу. «Моя солодка брехня» універсально наповнена — має елементи як легкої комедії так і важкої драми, в неї є змістовний сюжет із непередбачуваними подіями і оригінальними діалогами, музика, що підсилює атмосферу, і чудова акторська гра. 
Телесеріал вперше вийшов в ефір в Туреччині 13 червня 2019 року о восьмій годині вечора на каналі Star TV (Туреччина), і ще не дійшовши до фіналу, привернув велику увагу за кордоном. У вересні 2019 компанія Eccho Rights, яка представляє авторські права на серіал на зарубіжному ринку і займається його просуванням, представила «Мою солодку брехню» на одному з найбільших міжнародних ярмарків телеконтенту MIPCOM в Каннах. Серіал був проданий в 18 країн, що зробило його одним з 10 найбільш продаваних серіалів на ярмарку. До кінця 2019 року кількість країн, що придбали право трансляції серіалу, зросла до 26.
«Після запуску на MIPCOM ми отримали відмінні відгуки про цей серіал. Клієнти відкриті для душевних сімейних історій, подібних до тієї, що лежить в основі "Моєї солодкої брехні"», — сказав Фредрік аф Мальмборг (англ. Fredrik af Malmborg), керуючий директор Eccho Rights.

## Міжнародна трансляція
| Країна  | Назва в країні трансляції        | Канал                       | Прем'єра        | Переклад, дублювання, субтитри |
| ------- | -------------------------------- | --------------------------- | --------------- | ------------------------------ |
| Албанія | Gënjeshtra e bardhë(алб.)(англ.) | DigitalB                    | 25 жовтня 2017- | субтитри албанською            |
| Косово  | Gënjeshtra e bardhë(алб.)(англ.) | DigitalB                    | 25 жовтня 2017- | субтитри албанською            |
| Литва   | Baltas melas(лит.)               | TV8                         | 9 березня 2020  | дублювання литовською(лит.)    |
| Румунія | Dragoste de tată(рум.)           | ANTENA 1                    | 3 лютого 2020   | дублювання румунською          |
| Іспанія | Mi Mentira Más Dulce(ісп.)       | Divinity (Mediaset Spain)   | 5 жовтня 2020   | дублювання іспанською          |
| Іран    | دروغ شیرین من(перс.)             | ام بی سی پرشیا (MBC Persia) | 5 жовтня 2020-  | дублювання фарсі               |